# Copa do Mundo de Voleibol Masculino de 2003
A Copa do Mundo de Voleibol Masculino de 2003 foi a 10º edição do torneio organizado pela Federação Internacional de Voleibol (FIVB) a cada quatro anos. Realizada no Japão, foi disputada entre 16 e 19 de novembro, logo após o término da edição feminina. O Brasil conquistou o campeonato e classificou-se aos Jogos Olímpicos de Atenas em 2004 ao lado das seleções da Itália e de Sérvia e Montenegro.
Como na competição feminina, doze equipes participaram do torneio. A Copa do Mundo é disputada em quatro fases, realizadas em sete diferentes cidades japonesas, no sistema de todos contra todos.
De forma invicta, o Brasil sagrou-se campeão do torneio e se classificou aos torneio olímpico ao lado da equipe vice-campeã Itália e da terceira colocada Sérvia e Montenegro.

## Equipes classificadas
Para participação na Copa do Mundo, o critério utilizado foi o desempenho das equipes nos cinco torneios continentais promovidos por cada confederação afiliada a FIVB durante o ano. O campeão e o vice de cada torneio, o Japão por ser o país-sede, e ainda outras duas equipes convidadas compuseram todos os classificados.
| País-sede             |         |                                                      |
| Japão                 | AVC     |                                                      |
| Torneios continentais |         |                                                      |
| Itália                | CEV     | Campeão da Europa                                    |
| França                | CEV     | Vice-campeão da Europa                               |
| Estados Unidos        | NORCECA | Campeão das Américas do Norte, Central e Caribe      |
| Canadá                | NORCECA | Vice-campeão das Américas do Norte, Central e Caribe |
| Brasil                | CSV     | Campeão da América do Sul                            |
| Venezuela             | CSV     | Vice-campeão da América do Sul                       |
| Tunísia               | CAVB    | Campeão da África                                    |
| Coreia do Sul         | AVC     | Campeão da Ásia                                      |
| China                 | AVC     | Vice-campeão da Ásia                                 |
| Convidados            |         |                                                      |
| Sérvia e Montenegro   | CEV     |                                                      |
| Egito                 | CAVB    |                                                      |

## Sedes
| Fases | Grupo A                          | Grupo B                                        |
| ----- | -------------------------------- | ---------------------------------------------- |
| 1ª    | Tóquio Yoyogi National Gymnasium | Nagano White Ring                              |
| 2ª    | Hiroshima Hiroshima Green Arena  | Hamamatsu Hamamatsu Arena                      |
| 3ª    | Fukuoka Marine Messe Fukuoka     | Okayama Okayama General and Cultural Gymnasium |
| 4ª    | Tóquio Yoyogi National Gymnasium | Tóquio Tokyo Metropolitan Gymnasium            |

## Primeira rodada

### Grupo A
| Data   | Partida             | Partida | Partida             | Parciais | Parciais | Parciais | Parciais | Parciais |
| Data   | Partida             | Partida | Partida             | 1        | 2        | 3        | 4        | 5        |
| ------ | ------------------- | ------- | ------------------- | -------- | -------- | -------- | -------- | -------- |
| 16 nov | China               | 0-3     | Sérvia e Montenegro | 16-25    | 16-25    | 24-26    | -        | -        |
| 16 nov | Canadá              | 0-3     | Estados Unidos      | 17-25    | 17-25    | 17-25    | -        | -        |
| 16 nov | Japão               | 3-0     | Egito               | 25-20    | 25-17    | 25-23    | -        | -        |
| 17 nov | Egito               | 0-3     | Canadá              | 22-25    | 16-25    | 20-25    | -        | -        |
| 17 nov | Sérvia e Montenegro | 3-0     | Estados Unidos      | 26-24    | 25-21    | 25-22    | -        | -        |
| 17 nov | Japão               | 3-1     | China               | 23-25    | 25-21    | 25-18    | 25-20    | -        |
| 18 nov | Estados Unidos      | 3-1     | Canadá              | 23-25    | 25-20    | 25-20    | 25-19    | -        |
| 18 nov | Sérvia e Montenegro | 3-1     | Egito               | 28-30    | 25-18    | 25-21    | 25-12    | -        |
| 18 nov | Canadá              | 2-3     | Japão               | 21-25    | 16-25    | 27-25    | 25-20    | 13-15    |

### Grupo B
| Data   | Partida       | Partida | Partida       | Parciais | Parciais | Parciais | Parciais | Parciais |
| Data   | Partida       | Partida | Partida       | 1        | 2        | 3        | 4        | 5        |
| ------ | ------------- | ------- | ------------- | -------- | -------- | -------- | -------- | -------- |
| 16 nov | Itália        | 3-0     | Tunísia       | 25-16    | 25-13    | 25-23    | -        | -        |
| 16 nov | França        | 3-0     | Venezuela     | 25-23    | 25-21    | 25-21    | -        | -        |
| 16 nov | Coreia do Sul | 0-3     | Brasil        | 21-25    | 19-25    | 17-25    | -        | -        |
| 17 nov | Tunísia       | 0-3     | Coreia do Sul | 19-25    | 20-25    | 26-28    | -        | -        |
| 17 nov | Venezuela     | 0-3     | Itália        | 21-25    | 15-25    | 15-25    | -        | -        |
| 17 nov | França        | 1-3     | Brasil        | 26-24    | 21-25    | 20-25    | 22-25    | -        |
| 18 nov | Brasil        | 3-0     | Venezuela     | 25-19    | 25-16    | 25-20    | -        | -        |
| 18 nov | França        | 3-2     | Tunísia       | 23-25    | 23-25    | 25-18    | 25-21    | 18-16    |
| 18 nov | Itália        | 3-1     | Coreia do Sul | 25-18    | 21-25    | 25-18    | 25-21    | -        |

## Segunda rodada

### Grupo A
| Data   | Partida             | Partida | Partida             | Parciais | Parciais | Parciais | Parciais | Parciais |
| Data   | Partida             | Partida | Partida             | 1        | 2        | 3        | 4        | 5        |
| ------ | ------------------- | ------- | ------------------- | -------- | -------- | -------- | -------- | -------- |
| 20 nov | Sérvia e Montenegro | 3-1     | Canadá              | 25-14    | 23-25    | 25-20    | 26-24    | -        |
| 20 nov | Egito               | 0-3     | China               | 22-25    | 20-25    | 29-31    | -        | -        |
| 20 nov | Estados Unidos      | 3-1     | Japão               | 19-25    | 25-14    | 25-23    | 25-19    | -        |
| 21 nov | Estados Unidos      | 3-1     | Egito               | 25-22    | 25-19    | 22-25    | 25-14    | -        |
| 21 nov | China               | 2-3     | Canadá              | 23-25    | 26-24    | 36-34    | 22-25    | 13-15    |
| 21 nov | Japão               | 1-3     | Sérvia e Montenegro | 25-21    | 18-25    | 22-25    | 20-25    | -        |

### Grupo B
| Data | Partida | Partida | Partida | Parciais | Parciais | Parciais | Parciais | Parciais |
| Data | Partida | Partida | Partida | 1        | 2        | 3        | 4        | 5        |
| ---- | ------- | ------- | ------- | -------- | -------- | -------- | -------- | -------- |